# Giro dell'Umbria 1975
Il Giro dell'Umbria 1975, trentaquattresima edizione della corsa, si svolse il 10 agosto 1975. La vittoria fu appannaggio dell'italiano Francesco Moser il quale precedette i connazionali Fabrizio Fabbri e Giovanni Battaglin.

## Ordine d'arrivo (Top 10)
| Pos. | Corridore           | Squadra            | Tempo |
| ---- | ------------------- | ------------------ | ----- |
| 1    | Francesco Moser     | Filotex            | ?     |
| 2    | Fabrizio Fabbri     | Bianchi-Campagnolo | ?     |
| 3    | Giovanni Battaglin  | Jollj Ceramica     | ?     |
| 4    | Giovanni Cavalcanti | Bianchi-Campagnolo | ?     |
| 5    | Alfredo Chinetti    | Furzi-F.T.         | ?     |
| 6    | Wladimiro Panizza   | Brooklyn           | ?     |
| 7    | Felice Gimondi      | Bianchi-Campagnolo | ?     |
| 8    | Marcello Bergamo    | Jollj Ceramica     | ?     |
| 9    | Costantino Conti    | Furzi-F.T.         | ?     |
| 10   | Italo Zilioli       | Magniflex          | ?     |